# Jakobida
Jakobida es un pequeño grupo de protistas flagelados, heterótrofos y de vida libre, que comprende una docena de especies de agua dulce o marinas. Se incluyen en el clado Excavata, junto con otros organismos flagelados similares.
Solo existen una docena de especies descritas de este grupo, el cual no fue reconocido como tal hasta principios de los años 90 y no habían sido bien estudiados hasta que se descubrió que su genoma mitocondrial puede ser utilizado como una posible evidencia de la teoría de endosimbiosis.

## Características
Generalmente, los Jakobida miden menos de 15 micras, presentan un surco ventral de alimentación y dos flagelos, característicos de los excavados. La acción de los flagelos genera corrientes de agua que utilizan para capturar el alimento, debido al movimiento de éstos generan corriente que mueven partículas suspendidas hacia el interior del surco para su posterior fagocitación.
Las especies nadadoras de vida libre han sido encontradas en una amplia gama de ambientes incluyendo agua dulce, salada, suelo e incluso en hábitats hipersalinos. En contraste, las especies sésiles solo han sido encontradas en hábitats de agua dulce.

### Mitocondria
La mitocondria de los organismos eucariota, de acuerdo a la teoría endosimbiótica, deriva de una bacteria que entabló una relación simbiótica con células más desarrolladas. El genoma mitocondrial es un remanente reducido del genoma de la bacteria simbiótica, y por esto, son genomas muy pequeños en la mayoría de los eucariota. Jakobida es una excepción, debido a que su genoma mitocondrial contiene más genes funcionales que los demás organismos, conservando muchas características idénticas al genoma de las proteobacterias alfa que dieron origen a las mitocondrias, esto  representa un gran interés evolutivo y una fuerte evidencia que apoya la teoría endosimbiótica de Lynn Margullis. 

### Clasificación
Jakobea comprende cuatro familias distribuidas entre dos subórdenes:
- Jakobidae. Son organismos nadadores, aunque se pueden adherir temporalmente a las superficies mediante la porción distal del flagelo anterior. Presentan crestas mitocondriales planas.

- Histionidae. Son formas sésiles, adheridas al sustrato y protegidas por una lorica. Presentan crestas mitocondriales tubulares.

- Andaluciidae. Son organismos nadadores, aunque se pueden adherir temporalmente a las superficies mediante la porción distal del flagelo anterior. Presentan crestas mitocondriales tubulares.

- Stygiellidae. Incluye formas nadadoras, sin lorica, anaerobias o microaerofilas con mitocondrias carentes de crestas mitocondriales.

Jakobea forma parte del clado Discoba, un robusto subgrupo de Excavata constituido sobre la base de análisis filogenéticos multigen, que contiene a Percolozoa (=Heterolobosea), Euglenozoa, Jakobea y recientemente Tsukubamonas. Un taxón relacionado, Loukozoa, ha sido continuamente redefinido para incluir a una gran variedad de grupos (entre ellos Jakobida y Malawimonas) y finalmente abandonado. Recientemente Loukozoa ha sido recuperado por Cavalier-Smith para englobar a los excavados primitivos que no pueden ser clasificados en los grupos principales (es un grupo parafilético).